# JaMychal Green
JaMychal Green (Montgomery, 21 juni 1990) is een Amerikaans basketbalspeler die uitkomt voor de Denver Nuggets. Hij speelt als power forward.

## Biografie
Green speelde vanaf 2008 in het college-basketbal voor Alabama Crimson Tide. In 2012 nam hij deel aan de NBA draft maar hij werd door geen enkel team gekozen. Green tekende dan een contract bij de San Antonio Spurs voor de NBA Summer League van 2012. In het seizoen 2012-2013 speelde Green voor de Austin Toros in de NBA Development League. In 40 wedstrijden voor de Toros was hij goed voor een gemiddelde van 12,3 punten per wedstrijd. Na een korte passage bij de Los Angeles Clippers trok Green voor het seizoen 2013-2014 naar Frankrijk, meer bepaald naar Chorale Roanne. Na het seizoen keerde hij terug naar de Verenigde Staten waar hij opnieuw een paar kortstondige contracten kende. OOk in in het seizoen 2014-2015 was Green dan ook actief bij de Austin Spurs. 
Begin 2015 keerde Green terug naar de NBA. Na enkele korte contracten tekende Green op 2 maart 2015 een meerjarig contract bij de Memphis Grizzlies. Vanaf het seizoen 2015-2016 speelde quasi alle wedstrijden voor de Grizzlies. Op 8 december 2016 greep Green 18 rebounds in een overwinning tegen de Portland Trail Blazers. Na 5 seizoenen bij de Grizzlies werd Green halverwege het seizoen 2018-2019, samen met Garrett Temple geruild naar de Los Angeles Clippers in ruil voor Avery Bradley. Vanaf het seizoen 2020-2021 komt Green uit voor de Denver Nuggets.

## Statistieken
| Legenda | Legenda                | Legenda | Legenda                 | Legenda | Legenda               |
| ------- | ---------------------- | ------- | ----------------------- | ------- | --------------------- |
| WG      | Wedstrijden gespeeld   | WS      | Wedstrijden als starter | MPW     | Minuten per wedstrijd |
| 2P%     | Twee-punterpercentage  | 3P%     | Drie-punterpercentage   | VW%     | Vrije-worppercentage  |
| RPW     | Rebounds per wedstrijd | APW     | Assists per wedstrijd   | SPW     | Steals per wedstrijd  |
| BPW     | Blocks per wedstrijd   | PPW     | Punten per wedstrijd    | Vet     | Hoogste in carrière   |

### Collegebasketbal
| Seizoen   | Team                 | WG  | WS  | MPW  | 2G%  | 3P%   | FW%  | RPW  | APW  | SPW  | BPW  | PPW   |
| --------- | -------------------- | --- | --- | ---- | ---- | ----- | ---- | ---- | ---- | ---- | ---- | ----- |
| 2008-2009 | Alabama Crimson Tide | 32  | 31  | 24,8 | 53,8 | 0,00  | 71,0 | 7,56 | 0,75 | 0,94 | 1,59 | 10,25 |
| 2009-2010 | Alabama Crimson Tide | 31  | 28  | 27,0 | 49,5 | 0,00  | 69,5 | 7,16 | 1,06 | 0,87 | 1,68 | 14,13 |
| 2010-2011 | Alabama Crimson Tide | 34  | 33  | 27,9 | 50,8 | 100,0 | 73,7 | 7,56 | 1,44 | 1,44 | 2,06 | 15,50 |
| 2011-2012 | Alabama Crimson Tide | 26  | 22  | 29,2 | 54,6 | 20,0  | 69,0 | 7,38 | 1,77 | 0,73 | 1,50 | 13,96 |
| Carrière  | Carrière             | 123 | 114 | 27,1 | 51,9 | 17,6  | 71,1 | 7,42 | 1,24 | 1,02 | 1,72 | 13,46 |

### NBA

#### Reguliere seizoen
| Seizoen  | Team                 | WG  | WS  | MPW  | 2G%   | 3P%   | FW%   | RPW | APW | SPW | BPW | PPW  |
| -------- | -------------------- | --- | --- | ---- | ----- | ----- | ----- | --- | --- | --- | --- | ---- |
| 2014-15  | San Antonio Spurs    | 4   | 0   | 6,3  | 0,571 | 0     | –     | 1,5 | 0   | 0   | 0,5 | 2,0  |
| 2014-15  | Memphis Grizzlies    | 20  | 1   | 7,0  | 0,575 | 0     | 0,800 | 2,0 | 0,2 | 0,3 | 0,2 | 2,7  |
| 2015–16  | Memphis Grizzlies    | 78  | 15  | 18,5 | 0,465 | 0,333 | 0,752 | 4,8 | 0,9 | 0,6 | 0,4 | 7,4  |
| 2016-17  | Memphis Grizzlies    | 77  | 75  | 27,3 | 0,500 | 0,382 | 0,802 | 7,1 | 1,1 | 0,6 | 0,4 | 8,9  |
| 2017-18  | Memphis Grizzlies    | 55  | 54  | 28,0 | 0,457 | 0,339 | 0,721 | 8,4 | 1,4 | 0,6 | 0,5 | 10,3 |
| 2018-19  | Memphis Grizzlies    | 41  | 4   | 22,0 | 0,484 | 0,396 | 0,788 | 6,1 | 0,9 | 0,8 | 0,6 | 9,8  |
| 2018-19  | Los Angeles Clippers | 24  | 2   | 19,6 | 0,482 | 0,413 | 0,810 | 6,5 | 0,6 | 0,5 | 0,3 | 8,7  |
| 2019-20  | Los Angeles Clippers | 63  | 1   | 20,7 | 0,429 | 0,387 | 0,750 | 6,2 | 0,8 | 0,5 | 0,4 | 6,8  |
| Carrière | Carrière             | 362 | 152 | 21,9 | 0,471 | 0,374 | 0,768 | 6,1 | 0,9 | 0,6 | 0,4 | 8,1  |

#### Playoffs
| Seizoen  | Team                 | WG | WS | MPW  | 2G%   | 3P%   | FW%   | RPW | APW | SPW | BPW | PPW  |
| -------- | -------------------- | -- | -- | ---- | ----- | ----- | ----- | --- | --- | --- | --- | ---- |
| 2014-15  | Memphis Grizzlies    | 5  | 0  | 1,6  | 0     | 0     | 1,0   | 0,6 | 0,0 | 0,2 | 0,2 | 0,4  |
| 2015-16  | Memphis Grizzlies    | 4  | 0  | 18,0 | 0,545 | 0     | 0,500 | 3,8 | 0,8 | 0,8 | 1,3 | 6,8  |
| 2016-17  | Memphis Grizzlies    | 4  | 2  | 19,7 | 0,472 | 0,438 | 1,0   | 3,3 | 0,3 | 0   | 0   | 7,3  |
| 2018-19  | Los Angeles Clippers | 6  | 3  | 23,5 | 0,535 | 0,522 | 0,800 | 5,3 | 0,8 | 0,7 | 0   | 11,0 |
| 2019-20  | Los Angeles Clippers | 13 | 0  | 17,1 | 0,564 | 0,435 | 0,778 | 3,8 | 0,5 | 0,2 | 0,2 | 6,1  |
| Carrière | Carrière             | 34 | 5  | 16,5 | 0,525 | 0,453 | 0,767 | 3,5 | 0,5 | 0,3 | 0,3 | 6,4  |

### Europa
| Seizoen   | Team           | WG | WS | MPW  | 2G%  | 3P%  | FW%  | RPW  | APW  | SPW  | BPW  | PPW   |
| --------- | -------------- | -- | -- | ---- | ---- | ---- | ---- | ---- | ---- | ---- | ---- | ----- |
| 2013-2014 | Chorale Roanne | 25 | 10 | 22,1 | 53,0 | 36,1 | 66,1 | 6,56 | 0,96 | 0,64 | 0,48 | 11,76 |
| Carrière  | Carrière       | 25 | 10 | 22,1 | 53,0 | 36,1 | 66,1 | 6,56 | 0,96 | 0,64 | 0,48 | 11,76 |

### NBA Development League

#### Regulier seizoen
| Seizoen   | Team         | WG | WS | MPW  | 2G%  | 3P%  | FW%  | RPW   | APW  | SPW  | BPW  | PPW   |
| --------- | ------------ | -- | -- | ---- | ---- | ---- | ---- | ----- | ---- | ---- | ---- | ----- |
| 2012-2013 | Austin Toros | 40 | 25 | 24,2 | 49,6 | 18,2 | 78,2 | 8,10  | 1,35 | 0,90 | 0,78 | 12,28 |
| 2014-2015 | Austin Spurs | 20 | 20 | 31,6 | 57,9 | 36,4 | 84,3 | 10,70 | 2,40 | 1,05 | 1,55 | 22,95 |
| Carrière  | Carrière     | 60 | 45 | 26,7 | 53,3 | 27,3 | 81,2 | 8,97  | 1,70 | 0,95 | 1,03 | 15,83 |

#### Playoffs
| Seizoen   | Team         | WG | WS | MPW  | 2G%  | 3P%  | FW%  | RPW   | APW  | SPW  | BPW  | PPW   |
| --------- | ------------ | -- | -- | ---- | ---- | ---- | ---- | ----- | ---- | ---- | ---- | ----- |
| 2012-2013 | Austin Toros | 4  | 4  | 31,6 | 37,3 | 0,00 | 73,3 | 10,00 | 1,00 | 0,50 | 0,75 | 12,25 |
| Carrière  | Carrière     | 4  | 4  | 31,6 | 37,3 | 0,00 | 73,3 | 10,00 | 1,00 | 0,50 | 0,75 | 12,25 |